# 塞克斯圣母小堂
塞克斯圣母小堂（Chapelle et ermitage de Notre-Dame du Scex）是一座天主教小堂，位于瑞士瓦莱州圣莫里斯区圣莫里斯市镇以西，插入高于平地135米的悬崖峭壁中，需要攀登487级台阶。该堂创建于8世纪，完成于18世纪。供奉圣母玛利亚。许多隐修士曾居住于此。已被列入瑞士国家和区域重要文化财产名录。